# Flahute
Flahute ist ein Begriff aus dem Straßenradsport. Er bezeichnet speziell Radrennfahrer aus Flandern, die bei Wind und Wetter, auch bei strömendem Regen, über Straßen aus Kopfsteinpflaster Rennen absolvieren.
Der Terminus flahute ist ein Argotausdruck für jemanden „aus dem Norden“. Ursprünglich wurden mit diesem Begriff gegen Ende des 19. Jahrhunderts im Norden Frankreichs Arbeitssuchende aus Flandern abschätzig bezeichnet, die damals in großer Zahl über die Grenze kamen. Im Radsport wurde er von französischen Journalisten nach dem Ersten Weltkrieg für Radrennfahrer aus dem Nachbarland geprägt, die vorzugsweise die Frühjahrsklassiker in Flandern absolvieren und mit viel Härte, auch gegen sich selbst, ihre Ziele verfolgen.
Als typische flahute gelten z. B. die Flamen Johan Museeuw und Roger De Vlaeminck, aber auch der Italiener Francesco Moser, der dreimal in Folge Paris–Roubaix gewann, wird als ein solcher betrachtet. Es wird kolportiert, dass Rundfahrten wie die Tour de France für einen echten flahute lediglich „eine Reihe von Ausfahrten“ seien.